# 아프리카로부터의 이민

아프리카의 위치를 보여주는 지도.

1965년부터 2021년까지 연간 약 44만 명이 아프리카에서 이주했으며, 2005년에는 아프리카 내에서 총 1,700만 명의 이주자가 있는 것으로 추정되었다.
연간 44만 명의 아프리카 이주자 수치(대륙 전체 인구의 약 0.05%에 해당)는 연간 약 2.6%의 인구 증가에 비하면 미미하며, 이는 아프리카 인구 증가의 약 2%만이 이민으로 상쇄된다는 것을 나타낸다.

## 지역별

### 북아프리카
북아프리카 국가들은 무역을 위한 전략적 위치와 남아프리카, 유럽, 페르시아만 지역과의 상업 무역으로 인해 문화, 종교, 민족, 민족주의, 언어 면에서 다양하다. 지난 수십 년 동안 튀니지, 모로코, 알제리 등 북아프리카에서 유럽, 북미, 아랍 국가로의 이민은 식민지화, 사회정치적 불안, 장기 전쟁, 높은 실업률로 인해 급격히 증가했다.
마그레브 (모로코, 튀니지, 알제리, 리비아, 모리타니)는 남부 및 사하라 이남 이주민의 종착역이 아니었다. 다른 대륙에서 온 소수의 여행자들은 영구적으로 정착했지만, 대부분은 마그레브를 경유지이자 임시 직장으로 사용했다. 북아프리카 이주민의 87%는 유럽으로 향했다. 지난 수십 년 동안 아프리카 여성, 남성, 어린이의 이민 패턴은 서방 국가의 정책 변화와 동남아시아 노동자들이 페르시아만 노동 시장을 장악하면서 변동했다. 북아프리카 인구의 이민은 2000년부터 2013년까지 13년 동안 620만 명에서 930만 명으로 증가했다. 유럽에 거주하는 모로코 출신 주민은 1993년부터 2004년까지 두 배로 늘었다. 유로-지중해 국가들이 1970년대에 경제 위기를 겪었을 때, 유럽 국가 정부는 아프리카로부터의 합법적 및 불법적 이민을 제한하기 위해 이민법을 수정했지만 실패했다. 1974년 이후 유럽의 핵가족 재결합 이민 허용으로 인해 여성과 어린이의 이민이 현저히 증가했다.

세계 지도에 표시된 북아프리카 국가들의 위치

2000년대에 북아프리카는 유럽으로 진입할 계획인 "경유" 사하라 이남 아프리카 이주민, 주로 서아프리카 출신 이주민을 대규모로 받고 있었다. 2000-2005년 기간 동안 연간 22,000명의 불법 이주민이 튀니지나 리비아에서 람페두사섬으로 가는 경로를 이용했다. 이 수치는 2006년에 감소했지만, 2011년 튀니지 혁명과 2011년 리비아 내전의 결과로 크게 증가했다.

### 사하라 이남
2005년, 유럽으로 향하던 서아프리카 이주민 10,000명이 모리타니의 누아디부 항구에 발이 묶였고, 20,000명의 사하라 이남 아프리카 이주민이 북아프리카 스페인 영토에서 유럽으로 건너갈 기회를 기다리고 있었다.
사하라 이남 아프리카의 경우, 세계은행 보고서에 따르면 2,180만 명(인구의 2.5%)의 이주민과 1,770만 명(총 인구의 2.1%)의 이민자가 있는 것으로 추정되었다.
이민의 63.0%는 지역 내에서 이루어졌고, 24.8%는 고소득 OECD 국가로의 이민이었다.
상위 10개 이민 경로는 다음과 같다:
1. 부르키나파소-코트디부아르
2. 짐바브웨-남아프리카 공화국
3. 코트디부아르-부르키나파소
4. 우간다-케냐
5. 에리트레아-수단
6. 모잠비크-남아프리카 공화국
7. 말리-코트디부아르
8. 콩고 민주 공화국-르완다
9. 레소토-남아프리카 공화국
10. 에리트레아-에티오피아
| 연도 | 미국에 합법적으로 영구 거주하는 사하라 이남 아프리카인 및 미국에 입국한 사하라 이남 아프리카 난민 |
| ---- | ------------------------------------------------------------------------------------------------- |
| 2010 | 52 000                                                                                            |
| 2011 | 48 000                                                                                            |
| 2012 | 54 000                                                                                            |
| 2013 | 56 000                                                                                            |
| 2014 | 58 000                                                                                            |
| 2015 | 60 000                                                                                            |
| 2016 | 78 000                                                                                            |

| 국가별            | 미국    |
| ----------------- | ------- |
| 나이지리아        | 280 000 |
| 에티오피아        | 220 000 |
| 가나              | 160 000 |
| 케냐              | 120 000 |
| 남아프리카 공화국 | 100 000 |
| 소말리아          | 90 000  |
| 라이베리아        | 80 000  |
| 짐바브웨          | 50 000  |
| 탄자니아          | 50 000  |
| 카메룬            | 50 000  |

|                   | 이주 수단과 기회가 있다면 다른 나라에서 살고 싶은 비율 |
| ----------------- | ------------------------------------------------------ |
| 가나              | 인구의 75%                                             |
| 나이지리아        | 인구의 74%                                             |
| 케냐              | 인구의 54%                                             |
| 남아프리카 공화국 | 인구의 51%                                             |
| 세네갈            | 인구의 46%                                             |
| 탄자니아          | 인구의 43%                                             |

2011년 세계은행 이주 및 송금 팩트북은 사하라 이남 아프리카와 중동 및 북아프리카에 대한 별도의 지역 요약을 제공한다. 두 지역 모두 이민자가 흑자를 보이며, 상당 부분의 이주는 각 지역 내에서 이루어진다.
중동 및 북아프리카의 경우, 1,810만 명(인구의 5.3%)의 이주민과 1,200만 명(인구의 3.5%)의 이민자가 있는 것으로 추정되었다.
이주의 31.5%는 지역 내에서 이루어졌고, 40.2%는 고소득 OECD 국가로의 이주였다.
북아프리카의 주요 이주 경로는 이집트-사우디아라비아, 알제리-프랑스,
이집트-요르단, 모로코-프랑스, 모로코-스페인, 모로코-이탈리아, 그리고 이집트-리비아로 확인되었다. 난민의 비율은 이주민의 65.3%로 추정되었다.

## 목적지

### 유럽
아프리카에서 유럽으로의 상당한 이주가 있다.
2007년 기준으로 OECD 국가에 거주하는 아프리카 이주민은 약 700만 명으로 추정되었다. 이 중 약 절반은 북아프리카 출신이며, 주로 프랑스, 이탈리아, 벨기에, 스페인, 네덜란드에 거주하고, 나머지 절반은 사하라 이남 아프리카 출신으로, 서유럽 전역에 분포하며 벨기에, 프랑스, 이탈리아, 네덜란드, 포르투갈, 스페인, 영국에 상당한 집중도를 보인다. 개발 경제학자 폴 콜리어 경에 따르면, 이민율은 향후 수십 년 동안 증가할 것으로 예상된다.
유럽 연합 프론텍스 기관의 "헤르메스 작전"은 북아프리카와 이탈리아 사이의 지중해도 감시하고 있다. 지중해를 따라 국경 통제가 강화되면서 선호하는 이주 경로가 그리스 쪽으로 바뀌었다.
유럽의 아프리카계 인구 추정치:
- 아랍인 및 베르베르인 (북아프리카 및 중동 아랍인 포함): 약 500만 명, 주로 프랑스, 이탈리아, 네덜란드, 오스트리아, 벨기에, 독일, 영국, 스웨덴, 스페인, 노르웨이, 덴마크, 스위스, 그리스, 러시아에 거주한다. (유럽의 아랍인 참조)
- 사하라 이남 아프리카인: 약 500만 명, 주로 이탈리아, 프랑스, 영국, 독일, 오스트리아, 스페인, 네덜란드, 포르투갈에 거주한다.[8]
- 아프리카의 뿔 주민: 약 100만 명, 주로 소말리인과 에리트레아인이며, 주로 영국, 독일, 스웨덴, 오스트리아, 네덜란드, 노르웨이, 덴마크, 핀란드에 거주한다.
- 식민지 뿌리를 둔 유럽계 백인: 약 800만 명, 주로 프랑스, 영국, 그리스, 루마니아, 벨기에에 거주한다.
- 북아프리카 유대인: 약 50만 명, 주로 프랑스에 거주한다.

|                   | 유럽 연합, 노르웨이, 스위스 |
| ----------------- | --------------------------- |
| 나이지리아        | 390 000                     |
| 남아프리카 공화국 | 310 000                     |
| 소말리아          | 300 000                     |
| 세네갈            | 270 000                     |
| 가나              | 250 000                     |
| 앙골라            | 220 000                     |
| 케냐              | 180 000                     |
| 콩고 민주 공화국  | 150 000                     |
| 카메룬            | 150 000                     |
| 코트디부아르      | 140 000                     |

|      | 유럽에 망명 신청한 사하라 이남 아프리카인 |
| ---- | ----------------------------------------- |
| 2010 | 58 000                                    |
| 2011 | 84 000                                    |
| 2012 | 74 000                                    |
| 2013 | 91 000                                    |
| 2014 | 139 000                                   |
| 2015 | 164 000                                   |
| 2016 | 196 000                                   |
| 2017 | 168 000                                   |

### 아시아
최근 몇 년 동안 아프리카에 중국 산업 및 기업의 존재가 크게 증가함에 따라 많은 젊은 아프리카 학생들이 중국을 목적지로 선택한다.

### 북아메리카
아프리카인의 미국 이민은 비교적 적었으며, 2010년 기준으로 총 3,183,104명이었다.

### 중앙 및 남아메리카
또한 브라질, 파나마, 멕시코와 같은 아프리카 및 중앙 및 남아메리카 국가 출신으로 스스로 원산지를 신고한 사람들의 기록도 있다.

### 오세아니아
오스트레일리아에서는 1990년대 이후 아프리카 출신 이민자의 수가 크게 증가했으며, 대부분 시드니, 멜버른, 퍼스에 집중되어 있다. 이들 아프리카계 오스트레일리아인 인구 중 가장 큰 규모는 남아프리카 공동체이며, 2011년 인구 조사에서는 145,683명의 남아프리카 공화국 출생자가 오스트레일리아에 거주하는 것으로 기록되었다. 뉴스 앵커 안톤 에누스, 작가 존 맥스웰 쿳시, 가수 셀윈 프리토리우스는 이 공동체 출신 유명인의 예이다. 또한 상당한 규모의 4만 명에 달하는 이집트계 오스트레일리아인 공동체는 주로 시드니에 집중되어 있으며, 3만 명에 달하는 짐바브웨계 오스트레일리아인 공동체, 그리고 2만 8천 명에 달하는 모리셔스계 오스트레일리아인 공동체도 있다.

## 이민이 아프리카에 미치는 영향

### 두뇌 유출
두뇌 유출이라는 용어는 1950년대 영국에서 학자들의 미국 이민을 막기 위한 캠페인 도중 유래되었으며, 그 이후로 학자와 기업인이 선진국으로 이민하는 것을 정의하는 데 사용되어 왔다. 수백만 명의 고학력, 지능적, 부유한 아프리카 태생 사람들이 고소득 직업 기회, 고등 교육, 자유, 안전, 행복한 삶을 추구하는 등 다양한 이유로 서방과 미국으로 이민을 갔다. 2000년, 아프리카 태생 의사와 간호사는 선진국 의료 인력의 각각 65,000명과 70,000명을 차지했다. 학자들의 선진국 이주는 48개 아프리카 국가의 경제와 의료 품질에 부정적인 영향을 미친다. 의사와 간호사의 이주는 높은 HIV AIDS 관련 사망률, 높은 아동 사망률, 아프리카의 열악한 건강 상태를 초래했다.

## 아프리카 이민의 이점
유럽, 북미, 중동에 거주하는 아프리카계 사람들은 가족을 부양하고, 내전 후 국가 재건을 돕고, 지역 공동체와 가정에 대한 재정 지원을 통해 지정학적 안정을 증진한다. 비록 전 세계 송금의 일부만이 아프리카로 보내졌지만, 송금 수입은 1990년에서 2000년 사이에 19억 달러에서 46억 달러로 증가했다. 2006년에는 아프리카 GDP의 1.6%가 아프리카 디아스포라에서 발생했다. 2008년에는 사하라 이남 아프리카(SSA)가 전 세계 송금액의 6.2%를 받았다. 상당한 돈을 보냈음에도 불구하고, 아프리카 디아스포라는 아프리카 경제 발전에 큰 변화를 가져오지 못했다.

### 1990년대에서 2000년대 사이 아프리카 송금 수취인
출처:
- 북아프리카 (NA) 72%
- 서아프리카 14%
- 남아프리카 8%
- 동아프리카 6%
- 중앙아프리카 1% 미만[17]

### 송금이 아프리카 발전에 미치는 영향을 저해하는 요인
출처:
- 부패한 행정
- 대륙의 불안정성
- 제한된 사업 기회
- 정부 지원 및 장려 부족
- 엄격한 금융 법규[17]

## 이민의 이유
- 식민성 및 저개발
- 인식론적 불균형
- 분쟁
- 침체된 경제
- 기후변화
- 불안정한 정치
- 빈곤
- 민족-종교 분쟁
- 급격한 인구 증가

## 이민의 위험과 위험성

### 이주자들이 여정에서 겪는 어려움
- 공갈
- 인신매매
- 노예제
- 투옥
- 강제 노동
- 강간
- 고문

### 이주자들이 목적지 국가에서 겪는 어려움
- 주변화
- 인종 차별
- 적은 경제적 기회
- 법적 문제
- 경찰의 표적화
- 열악한 주거 환경
- 권리가 항상 인정되지 않음

## 같이 보기
- 아프리카인의 미국 이민
- 아프리카인의 캐나다 이민
- 아프리카인의 라틴 아메리카 이민
- 아프리카인의 유럽 이민
- 아프리카계 오스트레일리아인
- 아프리카계 뉴질랜드인
- 이주민의 아프리카 경로
- 아프리카 내 이주
- 자유 이동 의정서
- 불법 체류자가 직면하는 위협
- 취업 비자: 일부 국가로의 경제 이민 시 필요한 경우

## 참고 문헌
- Arno Tanner, Emigration, Brain Drain and Development: the case of Sub-Saharan Africa,  2009, ISBN 978-952-99592-1-1.
- Belachew Gebrewold-Tochalo (ed.), Africa and Fortress Europe: threats and opportunities, Ashgate Publishing, Ltd., 2007, ISBN 978-0-7546-7204-3.
- Hein de Haas, Irregular Migration from West Africa to the Maghreb and the European Union: An Overview of Recent Trends, International Organization for Migration, Geneva, 2008.

이민 (출국)